# Puente Rayitos de Sol
El Puente Rayitos de Sol es un puente peatonal ubicado en Lima, Perú. Cruza el río Rímac para unir la Vía de Evitamiento y la Alameda Chabuca Granda.

## Descripción
El puente tiene una extensión de más de 216 m y está dividido en dos tramos, uno colgante y otro fijo. La parte colgante, en uno de sus extremos, está anclado en la sección fija del puente peatonal y sujetado a la estructura de concreto por cuarenta cables acerados.

## Historia
El puente se inauguró inaugurada el 7 de noviembre de 2006 y costó dos millones y medio de soles (780 000 dólares). Luego se instaló un sistema de iluminación, compuesto de cerca de 7000 luces led, colocados sobre los 1500 m de estructuras atirantadas que sostienen el puente, con un costo de 381 000 soles.
En 2011 se reportó que el puente oscilaba. Se identificaron fallas en el diseño se reforzó la estructura. En marzo de 2013 fue cerrado temporalmente, y lo mismo ocurrió en abril del 2017, coincidiendo en ambos casos con la Semana Santa.

## Galería

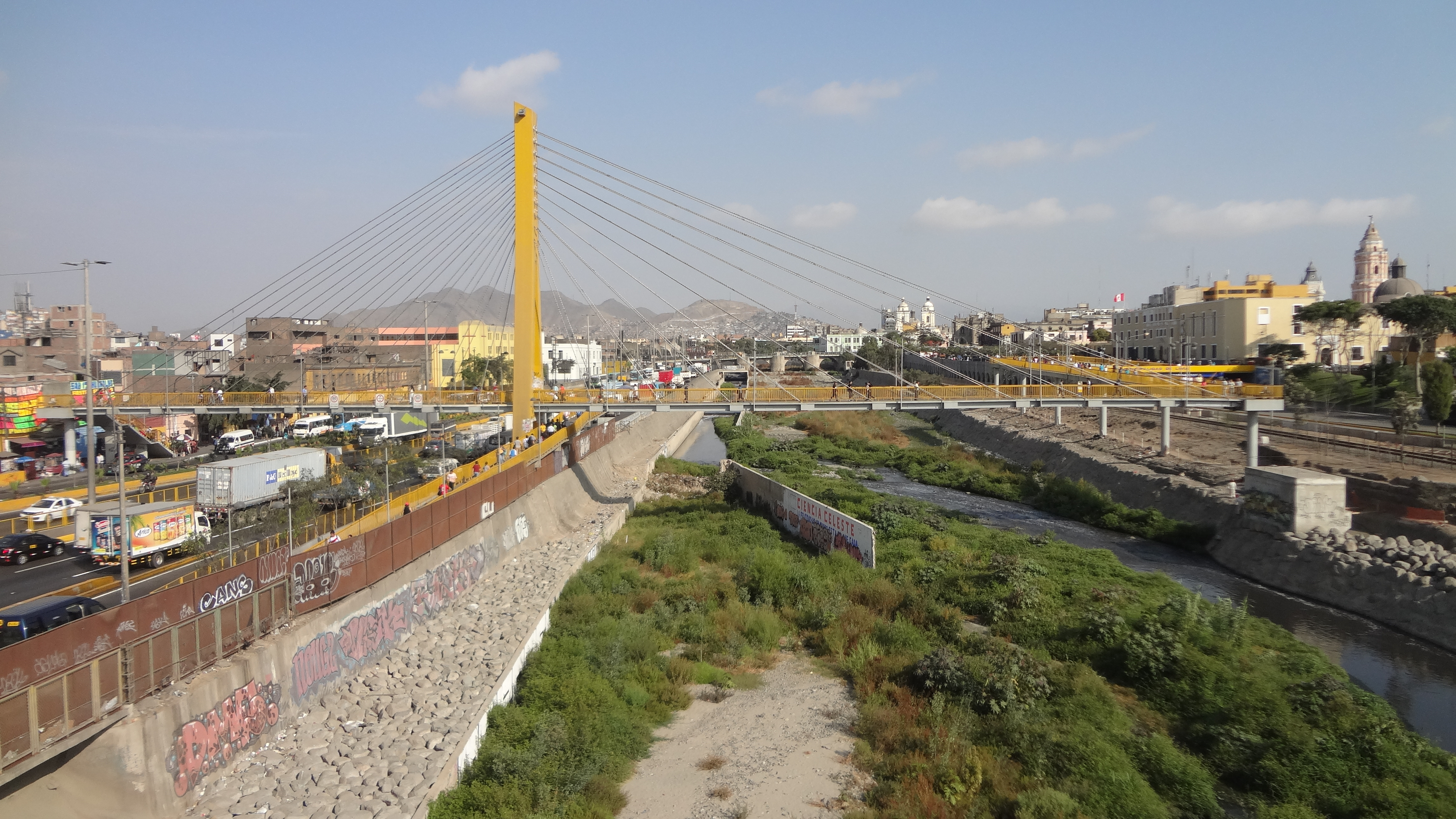
El puente sobre la Vía de Evitamiento y el río Rímac
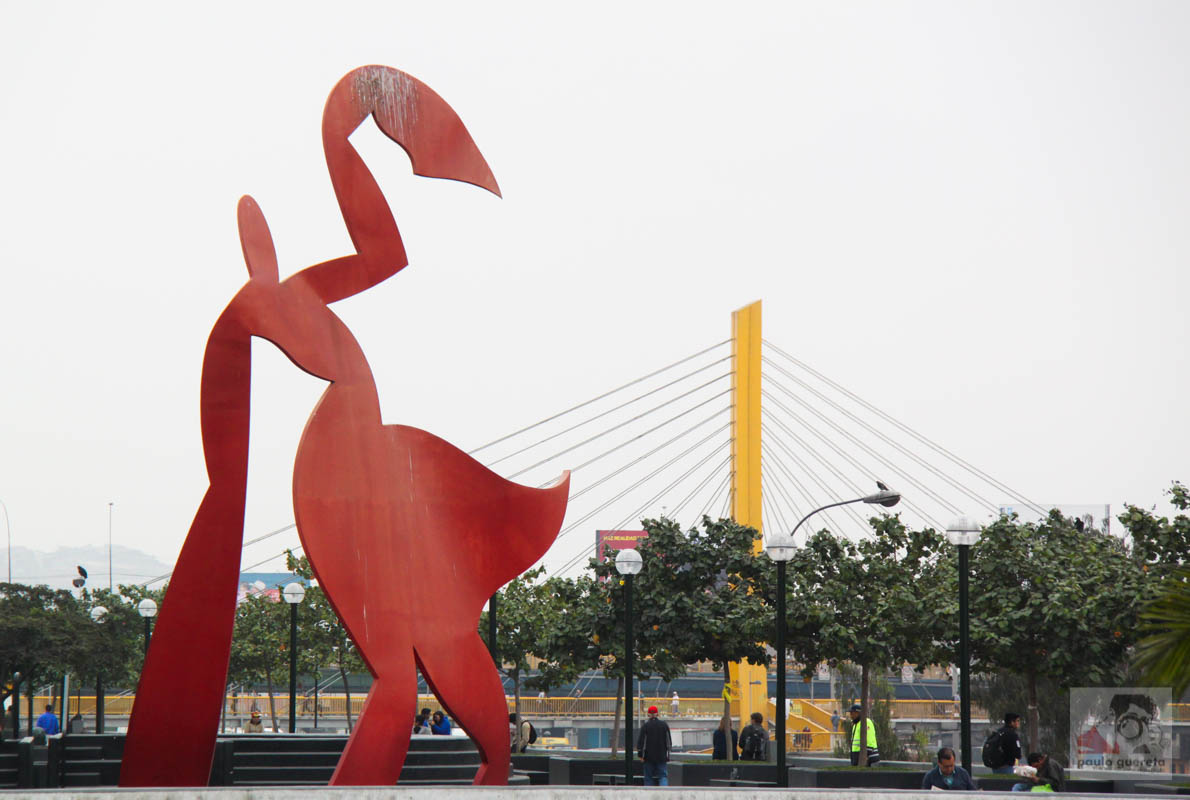
El puente desde la alameda Chabuca Granda
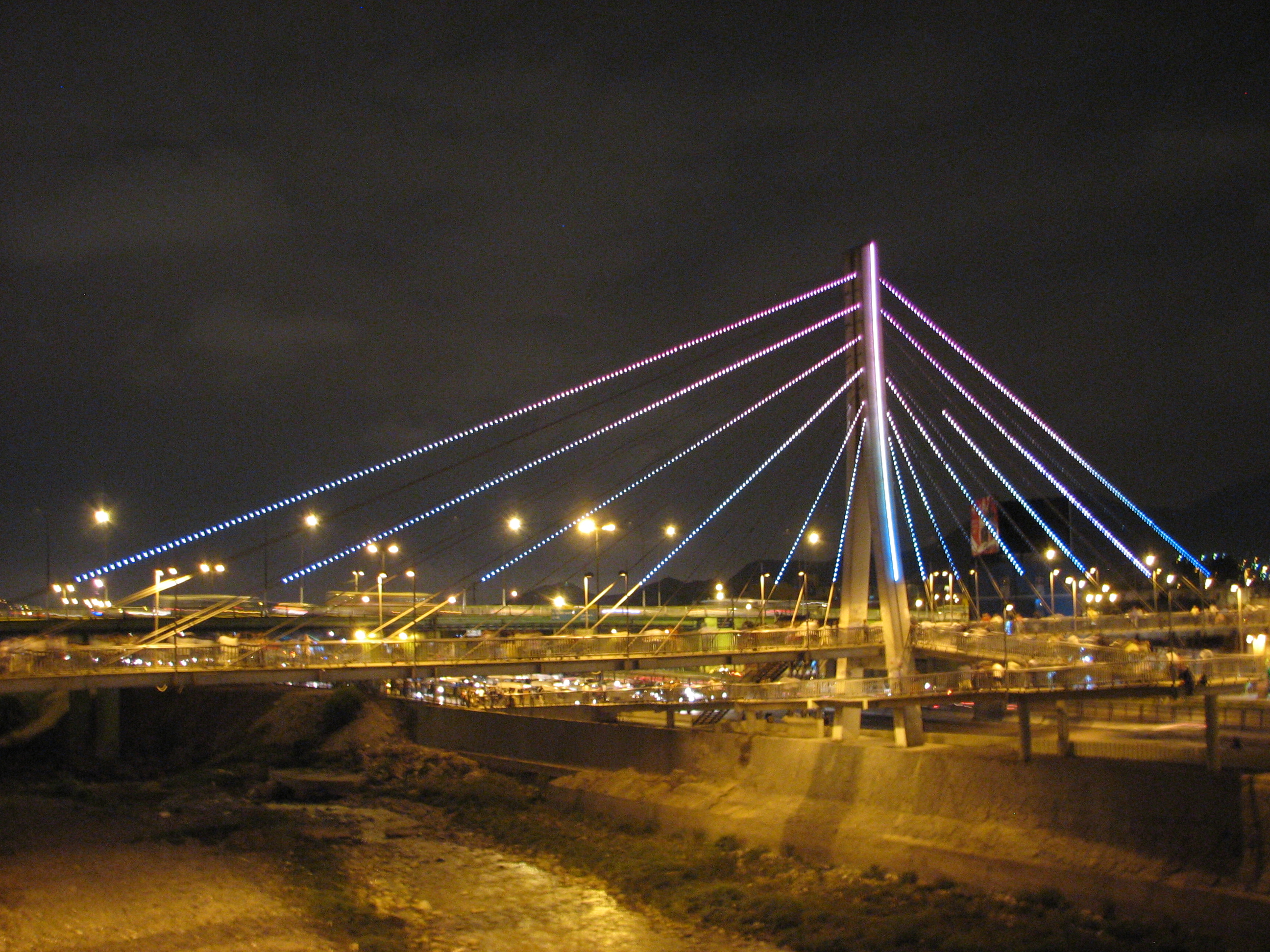
Iluminación nocturna multicolor antigua